# Bertil Malmberg (linguista)
Bertil Malmberg (Helsingborg, 22 aprile 1913 – Lund, 8 ottobre 1994) è stato un filologo e linguista svedese, particolarmente attivo nel campo della fonetica e delle lingue romanze.

## Biografia
Malmberg studiò alle università di Lund, Grenoble (1933) e Parigi (1937), dove fu influenzato dal lavoro di Ferdinand de Saussure e dai linguisti della Scuola di Praga (Nikolai Trubetzkoi e Roman Jakobson). Conseguì il dottorato presso l'Università di Lund nel 1940 con una dissertazione filologicamente commentata sul Le roman du comte de Poitiers. Dal 1950 al 1969 ricoprì la cattedra del neonato dipartimento di fonetica a Lund e dal 1969 al 1978 fu cattedratico di linguistica generale presso la stessa università.Dal 1965 al 1967 e al 1973 fu professore invitato alla Sorbona.
Insieme a Stig Wikander a Uppsala, Malmberg fondò Studia Linguistica nel 1947, una rivista internazionale di linguistica generale e comparativa pubblicata a Lund. Fu anche co-editore della rivista International Review for Applied Linguistics (IRAL). Lo studio più influente di Malmberg in linguistica è Nya vägar inom språkforskningen (1959), che aprì gli occhi a molti studenti di dottorato. Malmberg fu nominato doctor honoris causa dalla Sorbona e fu anche membro della Legion d'Onore. Nel 1994 ricevette il grande premio dell'Accademia svedese di lettere (Vitterhetsakademin), l'"Ann-Kersti och Håkan Swenssons pris", che è il più alto premio svedese per uno studioso di discipline umanistiche.

## Opere
- New Trends in Linguistics, Stoccolma: Naturmetodens Sprakinstitut 1964.
- Phonétique générale et romane. Etudes en allemand, anglais, espagnol et français, L'Aia: Mouton 1971.[5]
- La linguistica contemporanea, Bologna: Mulino 1972.
- Structural linguistics and human communication. An introduction into the mechanism of language and the methodology of linguistics,(Introduzione e traduzione di Maria-Elisabeth Conte), Torino: Giulio Einaudi 1975.
- Manuale di fonetica generale, Bologna: Mulino 1977.
- L’analisi del linguaggio nel XX secolo. Teorie e metodi. Bologna: Mulino 1986.